# Ur (llenguatge de programació)
Ur també anomenat Ur/Web és un llenguatge de programació, d'àmbit d'aplicació específic per desenvolupar aplicacions web, creat per Adam Chlipala a l'Institut Tecnològic de Massachusetts, que partint d'un únic programa, genera HTML amb codi client en JavaScript, codi nadiu per al servidor, i codi SQL per al sistema gestor de base de dades.
Fa un ús extensiu dels registres, que converteix en estructures travessables, assegurant l'encaix de l'estructura dels formularis amb la dels gestors al servidor i proporciona un "Mapatge d'objectes relacional" integrat en el codi per la correcta generació de l'SQL.
La sintaxi es basa en la del llenguatge ML Estàndard incorporant conceptes del llenguatge Haskell.
Exemple de programa amb formulari que interactua amb el servidor, encapsulant la comunicació Ajax XMLHttpRequest en la crida rpc().
```
datatype
 
list
 
t
 
=
 
Nil
 
|
 
Cons
 
of
 
t
 
*
 
list
 
t

table
 
t
 
:
 
{
 
Id
 
:
 
int
,
 
A
 
:
 
string
 
}

 
PRIMARY
 
KEY
 
Id

(* accions de servidor cridades via Ajax per "rpc()" més avall *)

fun
 
add
 
id
 
s
 
=

 
dml
 
(
INSERT
 
INTO
 
t
 
(
Id
,
 
A
)
 
VALUES
 
({[
id
]},
 
{[
s
]}))
 
(* plantilla de codi SQL *)

fun
 
del
 
id
 
=

 
dml
 
(
DELETE
 
FROM
 
t
 
WHERE
 
t
.
Id
 
=
 
{[
id
]})

fun
 
lookup
 
id
 
=

 
ro
 
<-
 
oneOrNoRows
 
(
SELECT
 
t
.
A
 
FROM
 
t
 
WHERE
 
t
.
Id
 
=
 
{[
id
]});

 
case
 
ro
 
of

 
None
 
=>
 
return
 
None

 
|
 
Some
 
r
 
=>
 
return
 
(
Some
 
r
.
T
.
A
)

(* "check" cridat des de "onclick", serà compilat a JavaScript *)

fun
 
check
 
ls
 
=

 
case
 
ls
 
of

 
Nil
 
=>
 
return
 
()

 
|
 
Cons
 
(
id
,
 
ls'
)
 
=>

 
ao
 
<-
 
rpc
 
<|
 
lookup
 
id
;

 
alert
 
(
case
 
ao
 
of

 
None
 
=>
 
"Fi"

 
|
 
Some
 
a
 
=>
 
a
);

 
check
 
ls'

fun
 
main
 
()
 
=

 
idAdd
 
<-
 
source
 
""
;

 
aAdd
 
<-
 
source
 
""
;

 
idDel
 
<-
 
source
 
""
;

 
return
 
<
xml
><
body
>

 
<
button
 
value
=
"Check values of 1, 2, and 3"
 
 
onclick
={
fn
 
_
 
=>
 
let
 
val
 
llista
 
=
 
1
 
::
 
2
 
::
 
3
 
::
 
[]

 
in

 
check
 
llista
 
 
end
}/><
br
/>

 
<
br
/>

 
<
button
 
value
=
"Add"
 
onclick
={
fn
 
_
 
=>
 
id
 
<-
 
get
 
idAdd
;
 
 
a
 
<-
 
get
 
aAdd
;

 
let
 
 
rpc
 
<|
 
add
 
intId
 
a

 
where

 
val
 
intId
 
=
 
readError
 
id

 
end
}/>

 
<
ctextbox
 
source
={
idAdd
}/>

 
<
ctextbox
 
source
={
aAdd
}/><
br
/>

 
<
br
/>

 
<
button
 
value
=
"Delete"
 
onclick
={
fn
 
_
 
=>
 
id
 
<-
 
get
 
idDel
;

 
let
 
 
rpc
 
<|
 
del
 
intId

 
where

 
val
 
intId
 
=
 
readError
 
id

 
end
}/>

 
<
ctextbox
 
source
={
idDel
}/>

 
</
body
></
xml
>

```